# Mattias Johansson
Mattias Johansson (Jönköping, 16 februari 1992) is een Zweeds voetballer die als rechtsback speelt. Johansson maakte in 2014 zijn debuut in het Zweeds voetbalelftal.

## Clubcarrière

### Kalmar FF
Johansson speelde in zijn jeugd voor IF Hallby. Hij kwam in 2008 over naar de jeugdopleiding van Kalmar FF, waar hij gedurende één seizoen actief was. In het seizoen 2009 kreeg hij in het najaar onverwachts de kans zich in het A-team te bewijzen; hij stond drie wedstrijden als rechtsback in de basis. Bij aanvang van het seizoen 2010 ondertekende hij een vierjarig contract bij de club en in het najaar wist hij een basisplaats als rechtsachter te veroveren.

### AZ
In voorbereiding op het seizoen 2011/12 kreeg AZ interesse in de rechtsback. In januari 2012 werd AZ concreet en op 27 januari tekende hij een contract tot medio 2016. Johansson maakte op 1 april 2012 zijn debuut voor AZ, tijdens een in 2-2 geëindigde competitiewedstrijd tegen Vitesse. Op 3 augustus 2013 maakte hij zijn eerste doelpunt in de Eredivisie, tegen sc Heerenveen in het Abe Lenstra Stadion. Dit duel eindigde in een 4–2-nederlaag voor AZ. Nadat Johansson in zijn eerste twee seizoenen bij AZ vier en twaalf competitiewedstrijden in actie kwam, was hij gedurende die van 2013/14 en 2014/15 basisspeler. Hij verlengde in oktober 2015 zijn contract tot medio 2017.

### Panathinaikos
Johansson tekende in augustus 2017 een driejarig contract bij Panathinaikos.

## Clubstatistieken
| Seizoen | Club           | Competitie   | Competitie | Competitie | Beker | Beker | Internationaal | Internationaal | Totaal | Totaal |
| Seizoen | Club           | Competitie   | Wed.       | Dlp.       | Wed.  | Dlp.  | Wed.           | Dlp.           | Wed.   | Dlp.   |
| ------- | -------------- | ------------ | ---------- | ---------- | ----- | ----- | -------------- | -------------- | ------ | ------ |
| 2009    | Kalmar FF      | Allsvenskan  | 4          | 0          | 0     | 0     | —              | —              | 4      | 0      |
| 2010    | Kalmar FF      | Allsvenskan  | 13         | 0          | 2     | 0     | —              | —              | 15     | 0      |
| 2011    | Kalmar FF      | Allsvenskan  | 24         | 1          | 3     | 0     | 6              | 0              | 33     | 1      |
| 2011/12 | AZ             | Eredivisie   | 4          | 0          | 0     | 0     | 0              | 0              | 4      | 0      |
| 2012/13 | AZ             | Eredivisie   | 12         | 0          | 5     | 0     | 0              | 0              | 17     | 0      |
| 2013/14 | AZ             | Eredivisie   | 31         | 4          | 3     | 0     | 11             | 0              | 45     | 4      |
| 2014/15 | AZ             | Eredivisie   | 31         | 1          | 3     | 0     | 0              | 0              | 34     | 1      |
| 2015/16 | AZ             | Eredivisie   | 26         | 1          | 3     | 0     | 10             | 0              | 39     | 1      |
| 2016/17 | AZ             | Eredivisie   | 25         | 0          | 2     | 0     | 9              | 0              | 36     | 0      |
| 2017/18 | Panathinaikos  | Super League | 21         | 1          | 2     | 0     | 1              | 0              | 24     | 1      |
| 2018/19 | Panathinaikos  | Super League | 19         | 4          | 2     | 0     | 0              | 0              | 21     | 4      |
| 2019/20 | Panathinaikos  | Super League | 23         | 0          | 4     | 0     | 0              | 0              | 27     | 0      |
| 2020/21 | Gençlebirligi  | Süper Lig    | 29         | 3          | 0     | 0     | 0              | 0              | 29     | 3      |
| 2021/22 | Legia Warschau | I liga       | 0          | 0          | 0     | 0     | 2              | 0              | 2      | 0      |
| Totaal  | Totaal         | Totaal       | 262        | 15         | 29    | 0     | 39             | 0              | 330    | 15     |

## Interlandcarrière
Johansson debuteerde op 1 juni 2014] in het Zweeds voetbalelftal, toen in Solna met 2–0 werd verloren van België, door treffers van Romelu Lukaku en Eden Hazard. De verdediger mocht vijf minuten voor het einde van de wedstrijd invallen voor Mikael Lustig.
| Interlands van Mattias Johansson voor Zweden | Interlands van Mattias Johansson voor Zweden | Interlands van Mattias Johansson voor Zweden | Interlands van Mattias Johansson voor Zweden | Interlands van Mattias Johansson voor Zweden | Interlands van Mattias Johansson voor Zweden |
| №                                            | Datum                                        | Wedstrijd                                    | Uitslag                                      | Competitie                                   | Goals                                        |
| Als speler van AZ                            | Als speler van AZ                            | Als speler van AZ                            | Als speler van AZ                            | Als speler van AZ                            | Als speler van AZ                            |
| -------------------------------------------- | -------------------------------------------- | -------------------------------------------- | -------------------------------------------- | -------------------------------------------- | -------------------------------------------- |
| 1                                            | 1 juni 2014                                  | Zweden – België                              | 0 – 2                                        | Vriendschappelijk                            |                                              |
| 2                                            | 4 september 2014                             | Zweden – Estland                             | 2 – 0                                        | Vriendschappelijk                            |                                              |

Bijgewerkt op 23 november 2014.

## Erelijst
| KNVB beker | 1x | 2012/13 |